# Castelu
Castelu is een Roemeense gemeente in het district Constanța.
Castelu telt 4953 inwoners.